# 香港2007年5月

## 5月1日
- 《信報月刊》八大高校優勢調查，港大沒有明顯優勢，取而代之的是中大，該調查並未列出整體排名。 明報（新浪網）[永久] 明報（雅虎香港） 香港商報
- 2,000名工人於國際勞動節進行遊行，爭取香港政府制訂最低工資、標準工時，以及將政府外判及合約員工轉為長工等。  明報
- 解放軍駐港部隊開放赤柱軍營、昂船洲軍營及石崗軍營，吸引1萬7千人參觀。 明報

## 5月2日
- 房屋署完成封閉及成功收回有40多年歷史的大窩口工廠大廈的所有單位，清拆預計2008年完成，當中有一廠戶拒絕離開終被帶走。商業電台[永久] 香港政府新聞網
- 香港政府2006/07年度稅收達1551億港元，為主權移交後的新高，並出現「富者愈富」的現象。 明報
- 德甲球隊拜仁慕尼黑落實於今年7月1日來港與中國國家足球隊踢表演賽。 明報
- 一向被指生活節奏匆忙的香港人，在一項計算各地區平均步速的調查中十名不入。 明報
- 漁農自然護理署關閉海下灣海岸公園其中一個珊瑚區1年，讓其復元被大量海膽及海螺的侵蝕。 明報
- 市區重建局的上環嘉咸街重建計劃，自1930年代經營的雜貨舖永和號會保留磚砌外牆。 明報
- 民航處發表2005年B-HJS墜毀事故意外報告，指意外原因是「山谷效應」的風速增加令直升機失速墜下。 明報

## 5月3日
- 特首曾蔭權在立法會答問大會公佈將會於7月1日把政策局的數目由11個增加至12個。香港電台 （页面存档备份，存于） 明報[]
- 基於兩鐵合併後會有多出人手，兩鐵公佈一項自願離職計劃（即肥雞餐），主要針對650-700個多名非前線員工，申請成功最高可得相當於20個月薪金的離職補償金。亞視 商業電台[永久] 大公報
- 一個來自中國大陸的藝術舞蹈交流團，因被送到西貢萬宜難民營舊址住宿而引起鼓譟，需要警方介入調停。 明報
- 美國頭號通緝犯弗里曼於落馬洲口岸被香港警方拘捕。 明報
- 中環新海濱城市設計研究展開，共有四個重置皇后碼頭及愛丁堡廣場渡輪碼頭鐘樓的方案諮詢公眾。 明報
- 一名青年訛稱在黃埔花園吉野家午膳時吞下鐵釘藉此進行勒索，被警方揭發拘捕。 星島日報

## 5月4日
（請按此參閱當天之詳細新聞內容)
- 沙田新城市廣場一電視燈箱疑因電線短路兩度引起火警，事件中無人受傷。明報
- 元朗八鄉植桂書室被列作香港三級歷史建築。 明報

## 5月5日
- 被指要求教院與中大合併的教院校董會主席梁國輝全盤否認指控，並反控教院校長莫禮時6宗罪。 明報

## 5月6日
- 拖延近10年的香港仔漁人碼頭發展計劃再聞樓梯響，政府再度提出發展概念設計諮詢。 明報
- 一位7歲踏單車的兒童於被將軍澳彩明苑無牌駕駛的青少年輾斃，東九龍一名童軍旅長懷疑涉及頂包。 東方日報
- 由香港中文大學學生會出版的《中大學生報》所設的「情色版」內容露骨，引起社會廣泛關注。 明報
- 康文署開放場地作婚禮之用，首個婚禮在九龍仔公園舉行。 明報
- 2007年全港運動會閉幕，葵青區奪得總冠軍。 明報

## 5月7日
（請按此參閱當天之詳細新聞內容)
- 一批約數十名找換店及匯款代理商從業員到立法會門外請願，指銀行要求他們終止業務及個人戶口。 明報
- 警方再拘捕一名15歲少年，懷疑他與星期日在將軍澳彩明苑一私家車撞死男童案件有關。 明報
- 受紐約股市造好刺激，恆生指數一度升穿21,000點水平，再創歷史新高。 明報
- 房屋署指出自2006年以來，全香港共有134宗因為在公共屋邨公眾地方吸煙被扣分的個案。明報
- 香港社區組織協會成立的一家工程公司獲民政事務局資助，為失業及低收入的裝修工人提供工作。 明報
- 兩名市民近日購買蘆菇後，被內藏的蠍子螫傷。 明報
- 香港立法會主席范徐麗泰否決議員梁國雄就平反六四事件提出的議案。 明報
- 教育統籌局決定放寬持續進修基金申請人年齡上限至65歲，並納入韓語及西班牙語課程。 明報
- 保釣人士柯華在北角一酒家晚膳期間，因勸喻數名在食肆內違例吸煙的食客及致電控煙辦公室投訴，結果遇襲受傷。 明報
- 路政署邀請多名立法會議員視察東涌道改善工程，有議員冀當局在完成工程後加設旅遊設施。 香港都市日報
- 香港海關關長湯顯明表示，走私高檔電子產品有上升趨勢，會加強跟中國內地海關部門合作打擊。 星島日報 （页面存档备份，存于）

## 5月8日
- 香港廉政公署於近日採取「連環馬行動」，破獲一個飲食業連鎖貪污集團，在行動中共拘捕47人。 明報
- 保釣人士柯華遇襲案，香港警方於事發第二日拘捕一名香港人。 明報
- 西九龍海泓道地皮，由信和、南豐、嘉華及華置聯手以40億港元投得。 明報

## 5月9日
- 古物諮詢委員會將皇后碼頭列為香港一級歷史建築，但房屋及規劃地政局局長孫明揚表示不可能原封不動保留碼頭。 明報
- 香港大學李嘉誠醫學院外科學系被揭發利用外界捐款，為系主任購買名貴專用房車代步。 明報
- 「電子大王」王華湘遺產爭奪案在香港高等法院開審。 明報
- 民政事務局計劃在東涌興建設有1000個觀眾席的東涌游泳池，最快可於2010年落成。 明報
- 瑞士洛桑管理學院發表調查顯示，2007年香港的競爭力倒退一位至第三名。 明報
- 警方在元朗偵破一宗偷運枪械案，相信已阻止一宗行劫富豪的案件發生，行動中共拘捕四名男子。 明報
- 美國證交會民事起訴香港華潤萬眾前執董梁家安及其夫，指兩人得知新聞集團將收購道瓊斯公司後進行內幕交易。 明報
- 醫委會聆訊神經科醫生方嘉揚涉嫌專業失當，指其無診症但仍收取診金事，聆訊於翌日繼續。 明報
- 「古惑天王」陳乃明被指以BT技術上載侵權電影案上訴至終審法院，控辯雙方完成結案陳辭，陳繼續獲保釋等候裁決。 明報
- 一名劫匪下午到馬頭圍道一家銀行劫去1.9萬港元現金後逃去，警方現正通緝疑匪。 香港都市日報
- 迪士尼公布季度業績，指香港迪士尼樂園有近三億美元的貸款須就財務表現作檢討，有待與香港政府相討融資方案。 明報
- 醫管局建議醫生每周工時不應多於65小時，並減少晚間非緊急手術作配合。 明報 （页面存档备份，存于）
- 是日為天后誕，大批善信到各區的天后廟上香祈福。 亞視新聞

## 5月10日
- 「電子大王」王華湘遺產爭奪案，其子女承認其紅顏知己龐流流手持遺囑屬實，龐可獨得4000萬港元遺產。 明報 （页面存档备份，存于）、都市日報、頭條日報 （页面存档备份，存于）
- 香港中文大學校方決定禁止《中大學生報》繼續出版「情色版」，並表明將對編委會進行懲處。 明報 （页面存档备份，存于）、東方日報
- 有網民涉嫌在Uwants討論區以超連結方式內發放色情照片，成功被警方檢控，被判罰款5000港元，成為香港首宗同類案例。 明報 （页面存档备份，存于）
- 香港體育學院為2008年奧運馬術項目進行的改建工程，已超支8億港元。 明報 （页面存档备份，存于）

## 5月11日
- 歌手陳冠希今年3月在馬己仙峽道寓所外踢毀的士車身，獲律政司不予起訴，改以簽保守行為處理。 蘋果日報、明報 （页面存档备份，存于）
- 有法律學者及律師質疑中大校方處理《中大學生報》風波的手法，可能牴觸《基本法》及《人權法》對言論及出版自由的保障。 明報 （页面存档备份，存于）
- 香港政府計劃引入膠袋稅，首階段向超市及便利店每個膠袋徵費0.5港元，濕貨街市初期將獲豁免。 明報 （页面存档备份，存于）
- 昂坪360再度發生故障，部分乘客被困車上近1.5小時，近350名乘客受影響。 明報 （页面存档备份，存于）
- 房委會向城規會申請於油塘站旁興建1幢8層高、面積43.4萬方呎的商場，並合併於鯉魚門廣場，使之成為東九龍及將軍澳範圍內第三大商場。 明報 Archive.today的存檔，存档日期2007-05-14

## 5月12日
- 《中大學生報》編委會在旺角行人專用區進行的論壇，吸引數以百計人士圍觀。 明報 （页面存档备份，存于）
- 皇后碼頭重置方案的公眾諮詢會中，規劃署副署長質疑有人將事件政治化。 明報
- 香港警察學院進行結業會操，並首次由中國人民解放軍駐港部隊司令員負責檢閱。 明報 （页面存档备份，存于）

## 5月13日
- 香港仔及深水埗先後發生非法小販與執勤的食物環境衞生署職員的衝突。 明報 （页面存档备份，存于）、蘋果日報、東方日報、太陽報 （页面存档备份，存于）
- 西九龍文娛藝術區擬先將項目內的用地進行拍賣，再成立由政府注資的管理局發展項目中的文娛藝術設施。 星島日報 （页面存档备份，存于）
- 社民連立法會議員梁國雄欲前往澳門示威，但被拒絕入境。 明報 （页面存档备份，存于）
- 淫褻物品審裁處初步將《中大學生報》2007年2月及3月號，評為第二類不雅物品。 明報 （页面存档备份，存于）
- 有立法會議員及保育組織批評政府隱瞞中環海濱長廊旁將興建中區軍用碼頭。 明報 （页面存档备份，存于）
- 香港迪士尼樂園宣佈，全球所有1997年出生均可到港換取免費全年通行證。 明報 （页面存档备份，存于）

## 5月14日
- 恆生指數創單日最高成交紀錄，成交額達港幣949億元。 明報 （页面存档备份，存于）、星島日報 （页面存档备份，存于）
- 對於淫褻物品審裁處裁定《中大學生報》為二級不雅物品，編委會表示考慮上訴，而中大校方立場軟化，計劃協助學生面對法律問題。 明報 （页面存档备份，存于）
- 香港政府公佈衛生署、警務處、土地註冊處、社會福利署及運輸署將於今年7月1日起實施五天工作周，為港府最後一批部門實施。 明報 （页面存档备份，存于）

## 5月15日
- 特首會同行政會議通過新入職公務員起薪點調高6%至30%不等。 明報 （页面存档备份，存于）、太陽報 （页面存档备份，存于）、星島日報 （页面存档备份，存于）、成報
- 民建聯主席馬力表示不滿有教師在授課時將六四事件形容為「屠城」，支聯會主席司徒華則批評馬言論「可恥」。 明報、蘋果日報
- 受應用科技研究院醜聞影響，同屬創新科技署旗下的香港科技園，其行政總裁鄭德年以私人理由請辭。 明報 （页面存档备份，存于）
- 影視處收到208宗有關《聖經》內容淫褻及不雅的投訴，懷疑是因為受到《中大學生報》情色版事件影響。 明報
- 《福布斯》雜誌公佈2007年交稅痛苦指數，香港納稅人在60個國家及地區中排第58位。 明報 （页面存档备份，存于）
- 約100人在中環遮打花園參加「撐港台」燭光集會，要求將香港電台轉型為公營廣播機構。 明報 （页面存档备份，存于）
- 來港兩星期的大熊貓樂樂和盈盈，分別各重了10公斤及5公斤。 明報 （页面存档备份，存于）
- 積金局表示會研究修改法例，容許僱員自行挑選強積金受託人，引入競爭，使基金收費有下調空間。 明報 （页面存档备份，存于）

## 5月16日
- 懷疑因《中大學生報》事件而對《聖經》作出內容不雅的投訴，影視處已累積收到1,406宗，處方未決定怎樣處理。 維基新聞
- 民建聯主席馬力對於日前「六四沒有屠城」的言論，承認當中部分言論輕佻，但不會收回觀點。 明報 （页面存档备份，存于）
- 教院風波聆訊輪到教育統籌局前常任秘書長羅范椒芬作供，她強調除非自己瘋了，才會向教院校長莫禮時不斷要求炒人。 明報 （页面存档备份，存于）

## 5月17日
- 影視處在收到2,041宗有關《聖經》的投訴下，決定不將其送檢；而當日收到2宗投訴的《明報》副刊，則已送往淫褻物品審裁處評級。 維基新聞
- 前練馬師羅國洲因跌倒而意外身亡，終年49歲。 明報 （页面存档备份，存于）、蘋果日報
- 長實集團主席李嘉誠憂慮中國大陸股市爆破影響香港股市，奉勸港人量力而為。 星島日報 （页面存档备份，存于）
- 政府及地鐵達成協議，將兩鐵合併後的票價的凍結期延長至合併後一年半，而沙中線則最快2008年5月公佈時間表。 明報 （页面存档备份，存于）
- 1995年起進行的深圳河治理工程竣工，可抵受50年一遇的大雨，並使落馬洲河套區多出100公頃土地。 明報 （页面存档备份，存于）
- 旅遊事務署發表「鯉魚門海旁改善計劃」設計概念，建議在九龍油塘鯉魚門設立觀景點，並營造漁村風味。 明報 （页面存档备份，存于）

## 5月18日
- 使用BT技術供他人非法下載侵權電影的古惑天皇，被香港終審法院裁定終極上訴失敗。 明報 （页面存档备份，存于）
- 《金瓶梅》、《莎士比亞全集》、《格林童話》及《古蘭經》等著作均被投訴不雅，影視處未有決定如何處理。 明報
- 落馬洲支線票價落實，與來往東鐵羅湖站的票價相若。 明報 （页面存档备份，存于）
- 香港地鐵研究在地面設立公廁的可行性，預計年底會有決定。 明報 （页面存档备份，存于）

## 5月19日
- 港深廣高速鐵路香港段，九鐵傾向以全隧道形式接駁西九龍總站至深圳。 明報[]
- 前「香港蝶」劉敬亭入稟控告其母親侵吞她原有的逾2億港元的物業。 明報 （页面存档备份，存于）
- 警方拘捕一名14歲男學生，指他涉嫌在其網誌聲稱自己為三合會成員，以及詳盡講述他在黑社會的種種經歷。 明報 （页面存档备份，存于）
- 日本籍男模鈴木仁在中環Volar遇襲受傷，隨後到瑪麗醫院求醫，並向日本駐香港總領事館求助。蘋果日報

## 5月20日
- 200名賽車飄移愛好者聚集於屯門龍鼓灘，原定欣賞由日籍車手日比野哲也與香港車手吳海堂表演的「Drift Buffet」，但因警方否決主辦單位申請而取消。警方採取清場行動，驅散車手及圍觀者。1蘋果日報
- 長洲搶包山選拔賽，需在天氣欠佳下舉行，十二名決賽入圍者包括首名女性。 維基新聞
- 觀塘區議會啟業選區補選，由民建聯的候選人勝出。 明報 （页面存档备份，存于）
- 有團體抗議古物諮詢委員會會議中支持皇后碼頭列為一級歷史建築的票數未過半數，要求委員會重新投票。 明報 （页面存档备份，存于）
- 香港政府擬美化大嶼山昂坪的巴士站，估計耗資7000萬港元。 明報 （页面存档备份，存于）

## 5月21日
- 英國外相貝嘉晴訪港，與行政長官曾蔭權會晤，並發表演說，希望香港儘快落實普選。蘋果日報
- 教院風波聆訊繼續，教育統籌局長李國章否認說過「蹂躪」（raped）及「我會算帳」（you will pay）等威脅語句。 明報 （页面存档备份，存于）
- 就民主黨拒絕公開黨員名單，香港高等法院裁定民主黨敗訴。 明報 （页面存档备份，存于）
- 政府將於5月28日起就購物膠袋徵費計劃（膠袋稅）諮詢公眾，首階段涵蓋超市、便利店及個人用品護理店，預計可每年庫房收入2億港元。 明報 （页面存档备份，存于）

## 5月22日
- 荃灣德士古道品質工業大廈發生三級火警，起火現場發生閃燃現象，導致1死10傷，死者為27歲消防員黃家熙，45歲錢姓消防隊目則情況危殆。明報1 （页面存档备份，存于）、2
- 政府2007年薪酬趨勢調查報告建議，低、中、高級公務員今年加薪幅度指標分別為3.91%、4.62%及4.96%。實際幅度則有待特首及行政會議決定，及立法會財務委員會批准。明報 （页面存档备份，存于）
- 元朗大榮華酒樓的鹹肉粽，被食物安全中心驗出非法含有蘇丹紅。 明報 （页面存档备份，存于）
- 香港中國婦女會中學學生陳嘉鍵，在美國英特爾國際科學與工程大獎賽中，以「廢料變塑膠」的技術，獲得一等獎兼最優秀項目獎。 明報 （页面存档备份，存于）
- 古物古蹟辦事處在荷李活道警察宿舍進行有關中央書院遺跡的考古，因此政府建議押後處理有關更改土地用途的申請。 明報 （页面存档备份，存于）
- 香港中文大學再獲2.7億港元捐款，將成立敬文書院和伍宜孫書院，使其書院總數增至8所。 明報 （页面存档备份，存于）

## 5月23日
- 早前引用《中大學生報》情色版進行學術討論的《明報》，被淫褻物品審裁處暫評為不雅物品，《明報》將要求進行覆核。 維基新聞（中大學生報情色版事件）
- 荃灣德士古道品質工業大廈火災，香港消防處初步調查發現灑水系統被關掉，導致引發閃燃。 明報 （页面存档备份，存于）
- 香港立法會工務小組委員會通過政府申請撥款5000萬港元重置皇后碼頭。 明報 （页面存档备份，存于）
- 旺角通菜街金魚街段，擬斥資800萬港元擴闊行人道。 明報 （页面存档备份，存于）
- 新界北區擬建立大型綜合越野單車公園、花式單車場及大型滑板場等極限運動設施。 明報 （页面存档备份，存于）

## 5月24日
- 長洲舉行一年一度的長洲太平清醮，由下午的飄色巡遊揭開序幕，有超過2萬名市民觀賞。 明報 （页面存档备份，存于）
- 是日為譚公誕，筲箕灣也有譚公寶誕飄色巡遊。 明報 （页面存档备份，存于）
- 香港房屋協會認為灣仔藍屋的結構難容許住宅和旅遊設施並存，考慮撤回1億港元的翻新計劃。 明報 （页面存档备份，存于）
- 由香港中學生參予的主權移交十週年的十大新聞選舉，SARS事件位列榜首，僅次於徐步高槍擊案。 明報 （页面存档备份，存于）
- 政府初步計劃落馬洲關口於晚上10時關閉，比接駁落馬洲支線的深圳地鐵早1小時關閉。 明報 （页面存档备份，存于）

## 5月25日
- 長洲太平清醮搶包山比賽凌晨於北帝廟廣場舉行，兩屆冠軍郭嘉明於賽事中再度奪冠。 星島日報 （页面存档备份，存于）、維基新聞
- 香港前最高法院法官李栢儉，就騙取綜援和公屋單位案上訴獲判減刑，並即時獲釋。 明報 （页面存档备份，存于）
- 兩鐵合併後，地鐵的附屬法例因被建議與九鐵看齊，從嚴處理，而遭到一些立法會議員非議。 明報 （页面存档备份，存于）
- 東區醫院兒童及青少年科病房爆發麻疹，5名5個月至2歲的幼兒麻疹病徵，情況穩定。 明報 （页面存档备份，存于）
- 泛民主派批評啤酒商在減了酒稅後仍不減價，要脅收窄啤酒稅減幅。 明報 （页面存档备份，存于）
- 大嶼山發展概念計劃保留「南北分家」的規劃概念，但大嶼山南部的高爾夫球場因環保團體反對而擱置。 明報 （页面存档备份，存于）
- 香港立法會財務委員批准撥款2.176億港元，讓政府在2009年前逐步在約350個政府場地提供免費Wi-Fi無線上網設施。 明報 （页面存档备份，存于）
- 最新出版的《中大學生報》5月號保留情色版，內容明顯較前收斂。 明報 （页面存档备份，存于）

## 5月26日
- 財政司司長唐英年上午表示希望啤酒商能履行把減酒稅的得益回饋市民的承諾，香港啤酒聯盟隨即在下午宣佈將調低啤酒批發價。 明報[]
- 西貢井欄樹出現一條約10呎長的緬甸蟒，吞噬一隻黑草羊不果被生擒。 明報 （页面存档备份，存于）
- 教院風波中，李國章作供時表示，教院不能如小童般尖叫、踏地便能如願以償獲得正名為大學。 明報[]
- 匯賢智庫主席葉劉淑儀首次示威，爭取計劃中的「三司十二局」的「商務及經濟發展局」加入「科技」二字。 明報[]
- 合和主席胡應湘表示皇后碼頭原址保留的建議不倫不類，並將之比喻為文化大革命時的行為。 明報 （页面存档备份，存于）

## 5月27日
- 衛生署呼籲市民停止使用AMO Complete MoisturePlus 「免捽」隱形眼鏡藥水，並回收產品。藥水可能與美國多宗感染棘阿米巴角膜炎個案有關。星島日報 （页面存档备份，存于） 明報[]

## 5月28日
- 工商及科技局聯同電訊管理局公布，《非應邀電子訊息條例》第一階段於6月1日起生效，規管範圍包括透過預先錄音電話、傳真、電郵、手機短訊、多媒體訊息等途徑發放的宣傳推廣訊息。條例第二階段於今年底生效。明報 （页面存档备份，存于）
- 英國男歌手Mika於九龍灣國際展貿中心舉行其在香港首次演唱會，翌日轉飛澳洲繼續巡迴演出。明報 （页面存档备份，存于）

## 5月29日
- 一名10歲香港女童（戴紫珺）失蹤20小時，懷疑遭拐帶，事後在深圳金光華廣場尋回，但是已經遺失回鄉卡。  星島日報 （页面存档备份，存于）

## 5月30日
- 麗星郵輪雙子星號懷疑爆發腸胃炎，有92人不適；衛生署不排除是諾沃克病毒或食物中毒。 明報 （页面存档备份，存于）

## 5月31日
- 鑽工業董事雲志能，因管有虛假說明成份的貨品罪名成立，被判監六個月，緩刑三年。 明報 （页面存档备份，存于）

| 香港新聞動態 |
| \| - 2024年香港：1月 - 2月 - 3月 - 4月 - 5月 - 6月 - 7月 - 8月 - 9月 - 10月 - 11月 - 12月 - 2023年香港：1月 - 2月 - 3月 - 4月 - 5月 - 6月 - 7月 - 8月 - 9月 - 10月 - 11月 - 12月 - 2022年香港：1月 - 2月 - 3月 - 4月 - 5月 - 6月 - 7月 - 8月 - 9月 - 10月 - 11月 - 12月 - 2021年香港：1月 - 2月 - 3月 - 4月 - 5月 - 6月 - 7月 - 8月 - 9月 - 10月 - 11月 - 12月 - 2020年香港：1月 - 2月 - 3月 - 4月 - 5月 - 6月 - 7月 - 8月 - 9月 - 10月 - 11月 - 12月 - 2019年香港：1月 - 2月 - 3月 - 4月 - 5月 - 6月 - 7月 - 8月 - 9月 - 10月 - 11月 - 12月 - 2018年香港：1月 - 2月 - 3月 - 4月 - 5月 - 6月 - 7月 - 8月 - 9月 - 10月 - 11月 - 12月 - 2017年香港：1月 - 2月 - 3月 - 4月 - 5月 - 6月 - 7月 - 8月 - 9月 - 10月 - 11月 - 12月 - 2016年香港：1月 - 2月 - 3月 - 4月 - 5月 - 6月 - 7月 - 8月 - 9月 - 10月 - 11月 - 12月 - 2015年香港：1月 - 2月 - 3月 - 4月 - 5月 - 6月 - 7月 - 8月 - 9月 - 10月 - 11月 - 12月 - 2014年香港：1月 - 2月 - 3月 - 4月 - 5月 - 6月 - 7月 - 8月 - 9月 - 10月 - 11月 - 12月 - 2013年香港：1月 - 2月 - 3月 - 4月 - 5月 - 6月 - 7月 - 8月 - 9月 - 10月 - 11月 - 12月 - 2012年香港：1月 - 2月 - 3月 - 4月 - 5月 - 6月 - 7月 - 8月 - 9月 - 10月 - 11月 - 12月 - 2011年香港：1月 - 2月 - 3月 - 4月 - 5月 - 6月 - 7月 - 8月 - 9月 - 10月 - 11月 - 12月 - 2010年香港：1月 - 2月 - 3月 - 4月 - 5月 - 6月 - 7月 - 8月 - 9月 - 10月 - 11月 - 12月 - 2009年香港：1月 - 2月 - 3月 - 4月 - 5月 - 6月 - 7月 - 8月 - 9月 - 10月 - 11月 - 12月 - 2008年香港：1月 - 2月 - 3月 - 4月 - 5月 - 6月 - 7月 - 8月 - 9月 - 10月 - 11月 - 12月 - 2007年香港：1月 - 2月 - 3月 - 4月 - 5月 - 6月 - 7月 - 8月 - 9月 - 10月 - 11月 - 12月 - 2006年香港：1月 - 2月 - 3月 - 4月 - 5月 - 6月 - 7月 - 8月 - 9月 - 10月 - 11月 - 12月 - 2005年香港：1月 - 2月 - 3月 - 4月 - 5月 - 6月 - 7月 - 8月 - 9月 - 10月 - 11月 - 12月 - 2004年香港：1月 - 2月 - 3月 - 4月 - 5月 - 6月 - 7月 - 8月 - 9月 - 10月 - 11月 - 12月 - 2003年香港：1月 - 2月 - 3月 - 4月 - 5月 - 6月 - 7月 - 8月 - 9月 - 10月 - 11月 - 12月 - 2002年香港：1月 - 2月 - 3月 - 4月 - 5月 - 6月 - 7月 - 8月 - 9月 - 10月 - 11月 - 12月 - 2001年香港：1月 - 2月 - 3月 - 4月 - 5月 - 6月 - 7月 - 8月 - 9月 - 10月 - 11月 - 12月 - 2000年香港：1月 - 2月 - 3月 - 4月 - 5月 - 6月 - 7月 - 8月 - 9月 - 10月 - 11月 - 12月 - 1999年香港：1月 - 2月 - 3月 - 4月 - 5月 - 6月 - 7月 - 8月 - 9月 - 10月 - 11月 - 12月 - 1998年香港：1月 - 2月 - 3月 - 4月 - 5月 - 6月 - 7月 - 8月 - 9月 - 10月 - 11月 - 12月 - 1997年香港：1月 - 2月 - 3月 - 4月 - 5月 - 6月 - 7月 - 8月 - 9月 - 10月 - 11月 - 12月 參 \| |
| - 2024年香港：1月 - 2月 - 3月 - 4月 - 5月 - 6月 - 7月 - 8月 - 9月 - 10月 - 11月 - 12月 - 2023年香港：1月 - 2月 - 3月 - 4月 - 5月 - 6月 - 7月 - 8月 - 9月 - 10月 - 11月 - 12月 - 2022年香港：1月 - 2月 - 3月 - 4月 - 5月 - 6月 - 7月 - 8月 - 9月 - 10月 - 11月 - 12月 - 2021年香港：1月 - 2月 - 3月 - 4月 - 5月 - 6月 - 7月 - 8月 - 9月 - 10月 - 11月 - 12月 - 2020年香港：1月 - 2月 - 3月 - 4月 - 5月 - 6月 - 7月 - 8月 - 9月 - 10月 - 11月 - 12月 - 2019年香港：1月 - 2月 - 3月 - 4月 - 5月 - 6月 - 7月 - 8月 - 9月 - 10月 - 11月 - 12月 - 2018年香港：1月 - 2月 - 3月 - 4月 - 5月 - 6月 - 7月 - 8月 - 9月 - 10月 - 11月 - 12月 - 2017年香港：1月 - 2月 - 3月 - 4月 - 5月 - 6月 - 7月 - 8月 - 9月 - 10月 - 11月 - 12月 - 2016年香港：1月 - 2月 - 3月 - 4月 - 5月 - 6月 - 7月 - 8月 - 9月 - 10月 - 11月 - 12月 - 2015年香港：1月 - 2月 - 3月 - 4月 - 5月 - 6月 - 7月 - 8月 - 9月 - 10月 - 11月 - 12月 - 2014年香港：1月 - 2月 - 3月 - 4月 - 5月 - 6月 - 7月 - 8月 - 9月 - 10月 - 11月 - 12月 - 2013年香港：1月 - 2月 - 3月 - 4月 - 5月 - 6月 - 7月 - 8月 - 9月 - 10月 - 11月 - 12月 - 2012年香港：1月 - 2月 - 3月 - 4月 - 5月 - 6月 - 7月 - 8月 - 9月 - 10月 - 11月 - 12月 - 2011年香港：1月 - 2月 - 3月 - 4月 - 5月 - 6月 - 7月 - 8月 - 9月 - 10月 - 11月 - 12月 - 2010年香港：1月 - 2月 - 3月 - 4月 - 5月 - 6月 - 7月 - 8月 - 9月 - 10月 - 11月 - 12月 - 2009年香港：1月 - 2月 - 3月 - 4月 - 5月 - 6月 - 7月 - 8月 - 9月 - 10月 - 11月 - 12月 - 2008年香港：1月 - 2月 - 3月 - 4月 - 5月 - 6月 - 7月 - 8月 - 9月 - 10月 - 11月 - 12月 - 2007年香港：1月 - 2月 - 3月 - 4月 - 5月 - 6月 - 7月 - 8月 - 9月 - 10月 - 11月 - 12月 - 2006年香港：1月 - 2月 - 3月 - 4月 - 5月 - 6月 - 7月 - 8月 - 9月 - 10月 - 11月 - 12月 - 2005年香港：1月 - 2月 - 3月 - 4月 - 5月 - 6月 - 7月 - 8月 - 9月 - 10月 - 11月 - 12月 - 2004年香港：1月 - 2月 - 3月 - 4月 - 5月 - 6月 - 7月 - 8月 - 9月 - 10月 - 11月 - 12月 - 2003年香港：1月 - 2月 - 3月 - 4月 - 5月 - 6月 - 7月 - 8月 - 9月 - 10月 - 11月 - 12月 - 2002年香港：1月 - 2月 - 3月 - 4月 - 5月 - 6月 - 7月 - 8月 - 9月 - 10月 - 11月 - 12月 - 2001年香港：1月 - 2月 - 3月 - 4月 - 5月 - 6月 - 7月 - 8月 - 9月 - 10月 - 11月 - 12月 - 2000年香港：1月 - 2月 - 3月 - 4月 - 5月 - 6月 - 7月 - 8月 - 9月 - 10月 - 11月 - 12月 - 1999年香港：1月 - 2月 - 3月 - 4月 - 5月 - 6月 - 7月 - 8月 - 9月 - 10月 - 11月 - 12月 - 1998年香港：1月 - 2月 - 3月 - 4月 - 5月 - 6月 - 7月 - 8月 - 9月 - 10月 - 11月 - 12月 - 1997年香港：1月 - 2月 - 3月 - 4月 - 5月 - 6月 - 7月 - 8月 - 9月 - 10月 - 11月 - 12月 參       |

1. ↑  容量有限，本表只列出香港回歸以來各年各月香港新聞動態。關於更早年代的各年各月香港新聞動態，詳見於某年香港（某年表示1997年之前的公曆年份）。